# NGC 3819
NGC 3819 este o galaxie eliptică situată în constelația Leul. A fost descoperită în 18 ianuarie 1828 de către John Herschel. Se află la o distanță de 91 de megaparseci de Pământ.